# Тетенова, Наталья Александровна
Наталья Александровна Тетенова (род. 24 февраля 1980 в посёлке Нахабино Красногорского района МО) — российская актриса театра и кино.

## Биография
Родилась в 1980 году в семье военнослужащих. Окончив общеобразовательную школу, поступает в ГИТИС, где обучалась в мастерской Марка Захарова. В 2003 году получает диплом об актёрском образовании и начинает актёрскую карьеру в кино и театре.
Кинодебют Тетеновой пришёлся на 2001 год, когда она сыграла роли проститутки в фильме режиссёров Александра Басова и Бакура Бакурадзе «Сдвинутый». Дальнейшая кинобиография Тетеновой состоит из более четырёх десятков киноролей, среди которых как главные, так и второстепенные персонажи.
Среди театральных работ Натальи Тетеновой выделяется роль гея в постановке «Мармелад» (театр «Практика»).

## Фильмография
1. 2001 — Сдвинутый — проститутка
2. 2001 — Служба счастья — Пенелопа
3. 2002 — Специальный репортаж, или Супермен этого дня — боец Киселёва
4. 2003 — Дрессировщица куриц — Маша
5. 2003 — Прощание в июне — эпизод
6. 2003 — Три богатыря — Клавдия
7. 2003—2005 — Саша+Маша
8. 2004 — Место под солнцем — Жанночка
9. 2004 — Только ты... или богатая Лиза — Наташа
10. 2004 — 4 — Света
11. 2004 — Я люблю тебя — девушка в салоне красоты
12. 2005 — Доктор Живаго
13. 2005 — Казус Кукоцкого — Тома Полосухина
14. 2005 — Сматывай удочки — сутенёрша
15. 2005 — Собака Павлова — медсестра Таня[2]
16. 2007 — Если у вас нету тёти — Аська
17. 2007 — Полонез Кречинского — Пелагея
18. 2007 — Юнкера
19. 2008 — Девочка моя — Татьяна Костикова, жена мэра
20. 2008 — Дом, который построил ЖЭК
21. 2008 — Живи и помни — Василиса Рогова[3]
22. 2008 — Марево — Явдоха
23. 2008 — Наследство — Галина Викторовна, судья
24. 2008 — Ночь бойца — Алёна
25. 2008 — Широка река — Каланча
26. 2009 — Аптекарь — Агния Рамзес
27. 2009 — Кошачья логика — Слунько
28. 2009 — Скоро весна — Лиза
29. 2009 — Стая — Маргоша
30. 2009 — Телохранитель-3 (фильм 3 «Жизнь за сто миллионов») — Люда, ревнивая соседка
31. 2009 — Час Волкова-3 (26 серия «В тёмную») — Марина
32. 2009 — 220 вольт любви — Габриэлла Ряшина, подруга олигарха
33. 2010 — Голоса (14 серия) — соседка Чибисовых
34. 2010 — Гражданка начальница — заключённая Сердцева
35. 2010 — Громозека — Светлана, проститутка
36. 2010 — Допустимые жертвы — Света, подруга Кати
37. 2010 — УГРО. Простые парни 3 (фильм 2 «Кредит доверия»)
38. 2011 — Борис Годунов — народ, интеллигентная семья
39. 2011 — Время для двоих — новая жена отца Мити
40. 2011—2013 — Дикий — Лариса, невеста Кочкина
41. 2011 — Жила-была одна баба — Трынка
42. 2011 — Раскол
43. 2011 — Ушёл и не вернулся — Лялька
44. 2012 — Детка — Вера
45. 2012 — Подпоручикъ Ромашовъ — госпожа Тальман
46. 2012 — После школы — Ольга, мама Роди, боксёр
47. 2012 — Право на правду — Таня Промах, баллистик
48. 2013 — Убить Дрозда — Карабанова/Матильда
49. 2013 — Братья и сёстры — Нюрка Яковлева
50. 2013 — Под прицелом — Наталья Юрьевна Майорова, майор юстиции, начальник следственного отдела
51. 2014 — Новогодний рейс — Ольга
52. 2015 — Самолет
53. 2016 — День выборов 2 — помощница Саши
54. 2017 — Короткие волны — уборщица
55. 2017 — Бесстыдники — Магда, девушка Люси
56. 2017 — Неизвестный — Дина Платонова
57. 2018 — Соседи — Клава
58. 2018 — Коп — Ольга Петровна, баскетбольный тренер
59. 2019 — Между нами, девочками — Шура, дочь Сан Саныча
60. 2019 — Миллионер из Балашихи — Оля
61. 2020 — Окаянные дни (новелла «Конец света») — Галина Александровна, семейный психолог
62. 2020 — Доктор Лиза — доктор Лена
63. 2022—наст. время — Сергий против нечисти — судмедэксперт

## Театральные работы

### Театр «Практика»
1. 2007, 12 декабря — «Мармелад» Ольги Погодиной-Кузминой; режиссёр В. Алфёров

### Театр «Doc»
С марта 2013 года «Толстой-Столыпин. Частная переписка» (режиссёр В. В. Мирзоев) — Федосья

## Интервью
- Наталья Тетенова: «Рыжих нельзя красить!» (недоступная ссылка — история)